# ウェッジホールディングス
株式会社ウェッジホールディングス（英: Wedge Holdings CO., LTD.）は、東京都江東区に本社を置くゲーム・書籍編集等のコンテンツ事業会社である。東京証券取引所グロース市場に上場している。

## 概要
2001年、ゲーム・漫画ジャンルを中心とした原稿事業を主な事業内容とする「株式会社ブレインナビ」を東京都港区において設立。2004年1月28日、大阪証券取引所ヘラクレス（現・ジャスダック）に上場。2005年7月1日、持株会社に移行し、「株式会社ウェッジホールディングス」として出発した。2010年、東南アジアにおける事業展開を成長の中核とする事業方針を発表、「The Asian Value Innovator」をキーワードとして新たなミッションを発表した。すでに売上高や利益の大半を東南アジアの事業から構成する日本企業であるウェッジホールディングスグループは、今後も現地の視点で注力し事業展開することで、新たな価値を発見し広げていくと発表。

## 沿革
- 2001年（平成13年）
  - 10月31日 - 東京都港区にて株式会社ブレインナビを設立。資本金5000万円。
  - 11月 - 本社を東京都渋谷区に移転、原稿事業・出版事業などを開始。
- 2003年（平成15年）11月21日 - 本社を東京都千代田区に移転。
- 2004年（平成16年）
  - 1月28日 - 大阪証券取引所ヘラクレス市場（現・ジャスダック）に株式上場。
  - 2月20日 - ブレインナビ・コンテンツファンド投資事業組合を設立、投資事業を開始。
- 2005年（平成17年）
  - 1月28日 - 株式交換によりたのみこむを運営する株式会社エンジンを完全子会社化、物販事業領域を拡大。
  - 7月1日 - 会社分割により株式会社ウェッジホールディングスを設立し持株会社に移行。新たに株式会社ブレインナビを設立。
  - 9月20日 - 株式交換により株式会社エースデュースアドベンチャーズ、株式会社エースデュースエンタテインメント及び株式会社エースデュースコードを完全子会社化。
  - 9月20日 - 本社を東京都千代田区神田錦町に移転。
  - 9月23日 - 簡易株式交換により株式会社ファントム・フィルムを完全子会社化[1]。
  - 11月30日 - 株式交換により、株式会社ラディクスエースエンタテインメントを完全子会社化。
- 2006年（平成18年）10月1日 - 株式会社ラディクスエースエンタテインメントを吸収合併。
- 2007年（平成19年）
  - 1月1日 - 株式会社ブレインナビを吸収合併。
  - 2月14日 - 株式会社ファントム・フィルムの全株式を代表取締役の小西啓介に譲渡し資本関係を解消[2]。
  - 7月 - ブレインナビ・コンテンツファンド投資事業組合を解散。
  - 9月28日 - 第三者割当増資によりAPFグループの明日香野ホールディングス株式会社が筆頭株主となる（増資後資本金 769,140,900円）。
- 2008年（平成20年）
  - 完全子会社であるエースデュースアドベンチャーズ、エースデュースエンタテインメント及びエースデュースコードの3社を株式会社エースデュースに合併。
  - 4月 - Group Lease PCL.（タイ証券取引所一部上場企業）を持分法適用会社化。
  - 8月1日 - 音楽事業の拡大を目的として100%子会社として株式会社スピニングを設立。
- 2009年（平成21年）
  - 2月5日 - 投資育成事業の拡大を目的としてEngine Holdings Asia PTE. Ltd.を設立。
  - 3月23日 - APFグループの投資会社を含む4社を引き受け先として、第三者割当増資による資本増強を実施（増資後資本金 1,189,140,900円）し、A.P.F.ホールディングス株式会社が筆頭株主となる。
  - 7月24日 - 持分法適用関連会社であった「Group Lease PCL.」（タイ証券取引所一部上場企業）が連結子会社にとする。
- 2010年（平成22年）
  - 3月29日 - APFグループの投資会社を含む2社を引き受け先として第三者割当増資による資本増強を実施（増資後資本金 1,839,143,700円）。
  - 7月1日 - 国内子会社である「株式会社エンジン」、「株式会社スピニング」を吸収合併により事業部化。
  - 11月 - 本社を東京都中央区日本橋本町に移転。
- 2011年（平成23年）
  - 5月30日 - 昭和ホールディングス株式会社の子会社となる。
  - 8月 - 東南アジアでのリゾート事業を運営する目的で、Engine Property Management Asia PTE.LTD.を設立
- 2012年（平成24年）4月 - Group Lease Holdings PTE.LTD.を連結子会社とする
- 2013年（平成25年）6月 - GL Finance PLC.を連結子会社とする。
- 2014年（平成26年）7月 - Thanaban Co.,Ltd.を連結子会社とする。
- 2015年（平成27年）5月 - GL Leasing (Lao) Co.,Ltd.がリース免許を取得しファイナンス事業を開始。
- 2016年（平成28年）4月 - PT Group Lease Finance Indonesiaの資本金払込が完了し連結子会社とする。
- 2017年（平成29年）
  - 1月 - BG Microfinance Myanmar Co.,Ltd.を連結子会社とする。
  - 3月 - GL-AMMK Co.,Ltd.連結子会社とする。
- 2021年（令和3年）9月 - 連結子会社のGroup Lease PCL.を持分法適用関連会社とする。これに伴い、Thanaban Co.,Ltd.、Group Lease Holdings PTE.LTD.、GL Finance PLC.、GL Leasing (Lao) Co.,Ltd.、PT Group Lease Finance Indonesia、BG Microfinance Myanmar Co.,Ltd.、GL-AMMK Co.,Ltd.、Comfort Services Development Co.,Ltd.についても持分法適用関連会社とする。
- 2022年（令和4年）
  - 3月 - 本社を東京都江東区に移転[3]
  - 9月 - Brain Navi (Thailand) Co.,Ltd.を連結子会社とする。
- 2022年（令和5年）1月 - 樹想新社株式会社を設立し連結子会社とする。

## グループ会社
- 樹想新社株式会社 - コンテンツ事業
- Engine Holdings Asia PTE. Ltd.（シンガポール） - ファイナンス事業およびリゾート事業を行う関係会社株式の取得・保有
  - Engine Property Management Asia PTE.LTD.（シンガポール） - リゾート事業を行う関係会社株式の取得・保有
  - Brain Navi (Thailand) Co.,Ltd.（タイ） - コンテンツ事業